# Salicarus roseri
Salicarus roseri är en insektsart som först beskrevs av Herrich-schaeffer 1838.  Salicarus roseri ingår i släktet Salicarus, och familjen ängsskinnbaggar. Arten är reproducerande i Sverige.